# 迪迪利夫
49°56′0″N 24°21′48″E / 49.93333°N 24.36333°E
迪迪利夫（羅馬化：Didyliv）是烏克蘭西部的村落，隸屬於利沃夫州利維夫區新亞雷奇夫市鎮，距離州府利維夫約32公里，始建於1398年，面積3.18平方公里，海拔高度229米，2001年人口1,194，人口密度每平方公里375.24人。